# Deutsche Kolonialzeitung

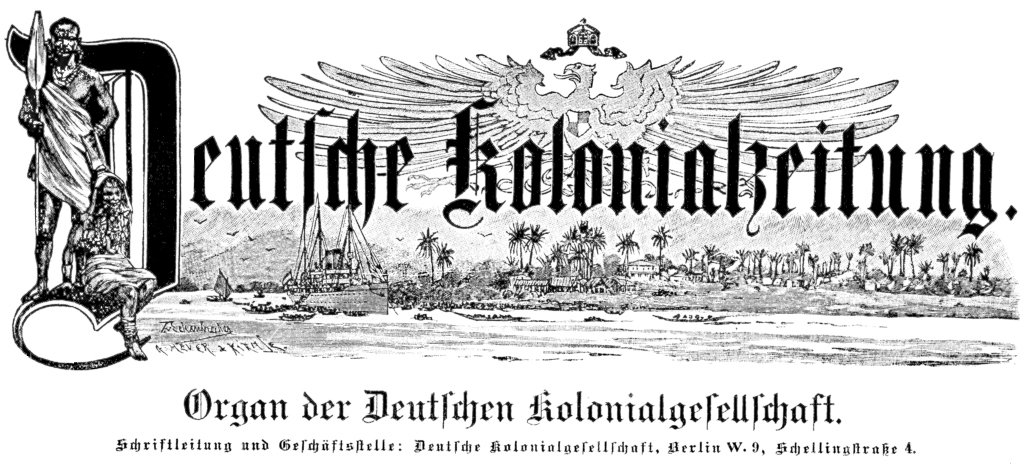
Deutsche Kolonialzeitung, 1904

Die Deutsche Kolonialzeitung war das Organ der Deutschen Kolonialgesellschaft von 1884 bis 1922. Sie war in dieser Zeit die wichtigste Zeitung mit Berichten über die deutschen Kolonien und weitere außereuropäische Gebiete. Von 1932 bis 1943 erschien sie erneut.

## Geschichte

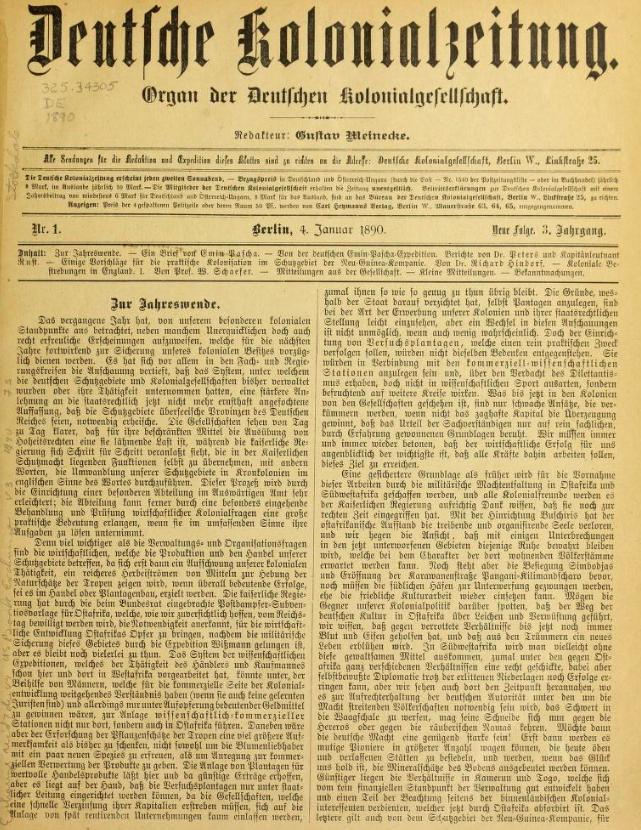
Deutsche Kolonialzeitung, 1890

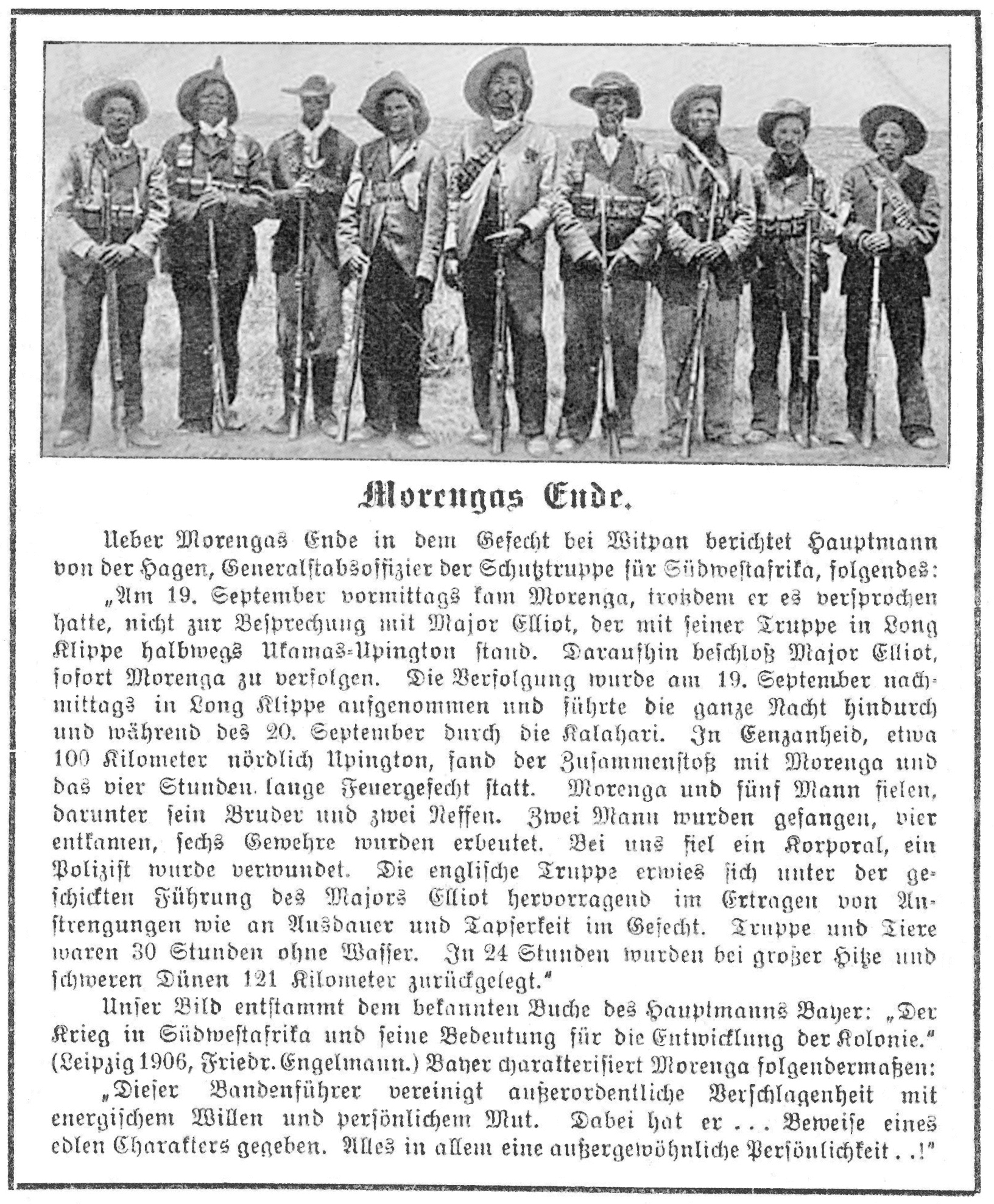
Deutsche Kolonialzeitung vom 5. Oktober 1907, Bericht über den Tod des legendären Herero-Anführers Jakob Morenga

Seit 1884 wurde die Deutsche Kolonialzeitung durch den kurz zuvor gegründeten Deutschen Kolonialverein herausgegeben. Im November 1884 gab es offiziell 9.000 vertriebene Exemplare, im Februar 1885 15.000, wobei alle Vereinsmitglieder ein Exemplar zugestellt bekamen. Die Deutsche Kolonialzeitung wurde die wichtigste Zeitung zu Themen über die deutschen Kolonien und weitere Gebiete außerhalb Europas. Sie erschien anfangs vierzehntäglich, dann wöchentlich.
1922 wurde das Erscheinen eingestellt, da es seit mehreren Jahren keine deutschen Kolonien mehr gab. Stattdessen wurde Der Auslandsdeutsche durch die Deutsche Kolonialgesellschaft von 1921 bis 1928 herausgegeben, danach als Übersee- und Kolonial-Zeitung.
Seit 1932 gab es wieder eine Deutsche Kolonialzeitung, seit 1939 durch den Reichskolonialbund. 1943 erschienen die letzten Ausgaben.
Chefredakteure
- Richard Lesser, 1884–1886
- Gustav Meinecke, 1887–1898
- August Seidel, 1899–1906
- Hubert Henoch, 1907–1914, 1919–1922
- Oskar Karstedt, 1915–1918  i. V. (in Vertretung)